# GSC 02652-01324
GSC 02652-01324是一個位在天琴座的恆星，距離地球512光年，目前發現一個叫做TrES-1 的行星環繞著它。